# Щепанкі (Ліпновський повіт)
Щепанкі (пол. Szczepanki) — село в Польщі, у гміні Вельґе Ліпновського повіту Куявсько-Поморського воєводства.
Населення — 131 особа (2011).
У 1975-1998 роках село належало до Влоцлавського воєводства.

## Демографія
Демографічна структура станом на 31 березня 2011 року:
|          | Загалом | Допрацездатний вік | Працездатний вік | Постпрацездатний вік |
| -------- | ------- | ------------------ | ---------------- | -------------------- |
| Чоловіки | 63      | 14                 | 43               | 6                    |
| Жінки    | 68      | 11                 | 45               | 12                   |
| Разом    | 131     | 25                 | 88               | 18                   |